# Owens-Illinois
Owens-Illinois Inc., afgekort O-I, is een Amerikaanse producent van verpakkingsglas voor de voedings- en drankenindustrie. O-I is een Fortune 500-bedrijf en marktleider in Europa en Noord- en Zuid-Amerika. Wereldwijd heeft het bedrijf patent op ruim 2500 ontwerpen van flessen en potten in glas.

## Activiteiten
O-I telde in 2021 in totaal 70 fabrieken in 19 landen. De totale omzet was ruim US$ 6 miljard waarvan iets meer dan de helft in Noord- en Zuid-Amerika werd gerealiseerd. Europa is de tweede afzetmarkt. In 2020 werden de activiteiten in Australië en Nieuw-Zeeland verkocht. Met deze verkoop is het bedrijf nauwelijks meer actief in Azië. Het hoofdkantoor is gevestigd in Perrysburg in de Amerikaanse staat Ohio. 

## Geschiedenis
Het verhaal van O-I begon in 1903 met een technologische doorbraak. Owens ontwikkelde en patenteerde de eerste automatische machine waarmee glazen flessen konden worden geblazen.
In 2009 opende O-I in de VS het Ideation Center, waar ingenieurs, marketeers, designers en R&D-specialisten samen met klanten werken aan nieuwe ontwikkelingen in glasverpakkingen.
In 2004 nam het bedrijf BSN Glasspack over en versterkte hiermee zijn positie in de Europese glasmarkt. BSN had ten tijde van de overname 19 glasfabrieken in Frankrijk, Duitsland, Spanje en Nederland en telde zo'n 6400 medewerkers. Met deze overname verhoogde Owens-Illinois zijn omzet met ongeveer US$ 1,5 miljard op jaarbasis. In Nederland heeft het bedrijf twee glasfabrieken, in Leerdam en Maastricht. Deze fabrieken waren in handen van de Vereenigde Glasfabrieken toen deze in 1995 werd overgenomen door Danone en in 1999 werden ondergebracht in diens dochteronderneming BSN Glasspack. Op 24 januari 2017 werd bekendgemaakt dat de fabriek te Schiedam in augustus 2017 zal worden gesloten